# بايبي سيلي
بايبي سيلي (بالإنجليزية: Baby Cele)‏، هي مُمثلة جنوب أفريقية.

## الجوائز والترشيحات
| السنة | حفل توزيع الجوائز                     | الجائزة                                                        | العمل            | النتيجة     | مرجع  |
| ----- | ------------------------------------- | -------------------------------------------------------------- | ---------------- | ----------- | ----- |
| 1996  | جوائز فيتا                            | أفضل مُمثلة في دور رئيسي                                        | اللعبة           | فوز         | [ 2 ] |
| 1996  | جوائز الأكاديمية الأفريقية للأفلام    | جائزة عموم أفريقيا لأفضل مُمثل واعد                             | Jump the Gun     | فوز         |       |
| 2006  | جوائز جنوب إفريقيا للسينما والتلفزيون | جائزة القرن الذهبي لأفضل ممثلة مساعدة في مسلسل تلفزيوني        | ما وراء الكواليس | رُشِّح         |       |
| 2013  | جوائز جنوب إفريقيا للسينما والتلفزيون | جائزة القرن الذهبي لأفضل ممثلة مساعدة في مسلسل تلفزيوني كوميدي | عائلتي المثالية  | رُشِّح         |       |
| 2014  | جوائز جنوب إفريقيا للسينما والتلفزيون | جائزة القرن الذهبي لأفضل ممثلة مساعدة في مسلسل تلفزيوني كوميدي | عائلتي المثالية  | رُشِّح         |       |
| 2020  | جوائز جنوب إفريقيا للسينما والتلفزيون | جائزة القرن الذهبي لأفضل ممثلة في مسلسل تلفزيوني               | أوزالو           | في الانتظار | [ 3 ] |

## روابط خارجية
بايبي سيلي على موقع IMDb (الإنجليزية)
- بايبي سيلي على موقع ميوزك برينز (الإنجليزية)
- بايبي سيلي على موقع قاعدة بيانات برودواي على الإنترنت (الإنجليزية)
- بايبي سيلي على موقع قاعدة بيانات الفيلم (الإنجليزية)